# 金獻民
金獻民（1460年—1541年），字舜舉，號蓉溪，四川成都府綿州軍籍南直隸松江府上海縣人，明朝兵部尚書、刑部尚書、進士出身。

## 生平
成化二十年（1484年）甲辰科進士，授行人司行人。弘治初年，選監察御史，巡按雲南、順天府，歷官山東按察司天津兵備副使、湖廣按察使。正德年間，因劉瑾亂政而被連坐下獄，被貶為民。劉瑾被誅後，起用為貴州按察使。後升為僉都御史，巡撫延綏，歷任南京刑部尚書。
明世宗繼位後，召為左都御史，升刑部尚書，改兵部尚書。大禮議中，因反對世宗立生父為皇考，而在左順門與廷臣上疏勸阻，後去世。